# 朱珩
朱珩（19世纪？—1928年），廣東廣州府花縣（今廣東省广州市花都区）人，清朝政治人物，同進士出身。
光緒十一年（1885年），中舉；光緒二十一年（1895年），登進士，同年五月，以主事分部学习。宣統元年，任高等審判廳推事。